# جانی لیناکر
جانی لیناکر (انگلیسی: Johnny Linaker; ۱۴ ژانویهٔ ۱۹۲۷ – ۱۴ ژوئن ۲۰۱۳) بازیکن فوتبال اهل بریتانیا بود.
از باشگاه‌هایی که در آن بازی کرده‌است می‌توان به باشگاه فوتبال منچستر سیتی، باشگاه فوتبال ناتینگهام فارست، باشگاه فوتبال ساوتپورت، باشگاه فوتبال هال سیتی، باشگاه فوتبال کرو آلکساندرا، باشگاه فوتبال اشینگتون، باشگاه فوتبال یورک سیتی، و باشگاه فوتبال اورتون اشاره کرد.